# Gilbert Fesselet
Gilbert Fesselet (La Chaux-de-Fonds, 1928. április 16. – 2022. április 27.) válogatott svájci labdarúgó, hátvéd.

## Pályafutása
1953–1957 között a La Chaux-de-Fonds, 1957–1960 között a Lausanne-Sport labdarúgója volt.
1954–1959 között öt alkalommal szerepelt a svájci válogatottban. Részt vett az 1954-es világbajnokságon.